# Walther von Brauchitsch
Walther von Brauchitsch, född 4 oktober 1881 i Berlin, död 18 oktober 1948 i Hamburg, var en tysk militär och deltog som officer i första och andra världskriget. Han var överbefälhavare för tyska armén från den 4 februari 1938 till den 19 december 1941.

## Biografi
Walther von Brauchitsch blev officer 1900 och inträdde som kapten i tyska generalstaben 1913. Han deltog i första världskriget som generalstabsofficer. Efter kriget arbetade han på olika befattningar i staber och trupp inom riksvärnet. Han blev 1931 generalmajor, 1935 armékårschef, samma år generallöjtnant och 1936 general vid artilleriet. Efter att en kort tid 1937 fört befälet över en armégrupp blev von Brauchitsch i februari 1938 överbefälhavare över armén och samtidigt generalöverste.
Han ledde ockupationen av Österrike 1938 och inmarscherna i Tjeckoslovakien 1938 och 1939. Under andra världskriget ledde von Brauchitsch markoperationerna under invasionen av Polen 1939 och Slaget om Frankrike våren 1940 och utnämndes därefter till generalfältmarskalk.
von Brauchitsch avskedades i december 1941 av Adolf Hitler sedan han hävdat att en reträtt på östfronten varit nödvändig. Walther von Brauchitsch internerades i augusti 1945 av brittiska trupper och inkallades som vittne vid Nürnbergprocessen 1945–1946. Domstolen beslutade i juni 1947 att han skulle utlämnas till Polen som krigsförbrytare. Innan en rättslig process hann inledas mot honom själv, avled han i brittisk fångenskap.

## Befordringar
| Datum            | Tjänstegrad            |
| ---------------- | ---------------------- |
| 22 mars 1900     | Löjtnant               |
| 18 oktober 1909  | Oberleutnant           |
| 18 december 1913 | Kapten                 |
| 15 juli 1918     | Major                  |
| 1 april 1925     | Överstelöjtnant        |
| 1 april 1928     | Överste                |
| 1 oktober 1931   | Generalmajor           |
| 1 oktober 1931   | Generallöjtnant        |
| 20 april 1936    | General av artilleriet |
| 4 februari 1938  | Generalöverste         |
| 19 juli 1940     | Generalfältmarskalk    |

## Utmärkelser
- Järnkorset av andra klassen: 13 september 1914
- Järnkorset av andra klassen: 1 oktober 1915
- Fredriksorden med svärd: 7 maj 1915
- Hohenzollerska husordens riddarkors med svärd: 15 maj 1917
- Krigsförtjänstkorset (Sachsen-Meiningen): 2 januari 1918
- Kungliga preussiska tjänstekorset: 17 april 1920
- Ärekorset (Ehrenkreuz für Frontkämpfer): 18 december 1934
- Wehrmachts tjänsteutmärkelse av första klassen: 2 oktober 1936
- Ungerska republikens förtjänstorden av första klassen: 20 augusti 1938
- Tyska Röda korsets medalj med kraschan:
- Anschlussmedaljen (Medaille zur Erinnerung an den 13. März 1938): 21 november 1938
- Sankt Mauritius- och Lazarusordens storkors: 3 januari 1939
- Finlands Vita Ros’ ordens storkors: 10 mars 1939
- Jugoslaviska kronorden av första klassen: 1 juni 1939
- Sudetenlandmedaljen (Medaille zur Erinnerung an den 1. Oktober 1938) med Pragspännet (Spange Prager Burg): 7 juni 1939
- Tilläggsspänne till Järnkorset av andra klassen: 30 september 1939
- Tilläggsspänne till Järnkorset av första klassen: 30 september 1939
- Riddarkorset av Järnkorset: 30 september 1939
- Memellandmedaljen (Medaille zur Erinnerung an die Heimkehr des Memellandes): 30 november 1939
- Spanska Militärförtjänstorden av första klassen: 1939
- Sankt Alexanderordens storkors med svärd: 15 maj 1941
- Ungerska republikens förtjänstordens storkors med svärd: 31 maj 1941
- Mikael den tappres ordens storkors: 11 oktober 1941
- Slovakiska segerkorset av första klassen: 20 oktober 1941
- Frihetskorsets ordens storkors: 19 juli 1942
- Uppgående solens orden av första klassen: 26 september 1942